# Realme C11
realme C11 — смартфон початкового сегменту, розроблений realme. Був представлений 30 червня 2020 року.

## Дизайн
Екран виконаний зі скла. Корпус виконаний з пластику та має спеціальну фактуру.
Знизу знаходяться роз'єм microUSB, динамік, мікрофон та 3.5 мм аудіороз'єм. З лівого боку смартфона розташований слот під 2 SIM-картки і карту пам'яті формату MicroSD до 256 ГБ. З правого боку розміщені кнопки регулювання гучності та кнопка блокування смартфону.
В Україні realme C11 продавався в 2 кольорах: Pepper Grey (сірий) та Mint Green (зелений).

## Технічні характеристики

### Платформа
Смартфони отримали процесор MediaTek Helio G35 та графічний процесор PowerVR GE8320.

### Батарея
Батарея отримала об'єм 5000 мА·год.

### Камера
Смартфон отримав основну подвійну камеру 12 Мп, f/2.2 (ширококутний) + 2 Мп, f/2.4 (сенсор глибини) з фазовим автофокусом та здатністю запису відео в роздільній здатності 1080p@30fps. Фронтальна камера отримала роздільність 5 Мп, світлосилу f/2.4 (ширококутний) та здатність запису відео у роздільній здатності 1080p@30fps.

### Екран
Екран IPS LCD, 6.5", HD+ (1560 × 720) зі співвідношенням сторін 19.5:9, щільністю пікселів 264 ppi та краплеподібним вирізом під фронтальну камеру.

### Пам'ять
Пристрій продавався в комплектаціях 2/32 та 3/32 ГБ. В Україні доступна тільки версія на 2/32 ГБ.

### Програмне забезпечення
Смартфон був випущений на realme UI 1 на базі Android 10. Був оновлений до realme UI 2 на базі Android 11

## Рецензії
Оглядач з Pingvin.Pro потсавив смартфону 5.6 балів з 10. До плюсів смартфона він відніс дизайн, екран, звук з навушників, автономність та зворотну дротову зарядку. До мінусів він відніс тривалий час заряджання, microUSB, відсутність NFC та сканера відбитків пальців. У висновку оглядач сказав, що «це хороший бюджетний смартфон для людей, яким потрібна висока автономність, базова функціональність без витребеньок, і при цьому вони хочуть мати пристрій з простим і, водночас, стильним дизайном. Він чудово підійде тим, хто на шляху заміни свого застарілого смартфона чи навіть простенької дзвонилки…»